# Паровий млин (Юр'ївка)

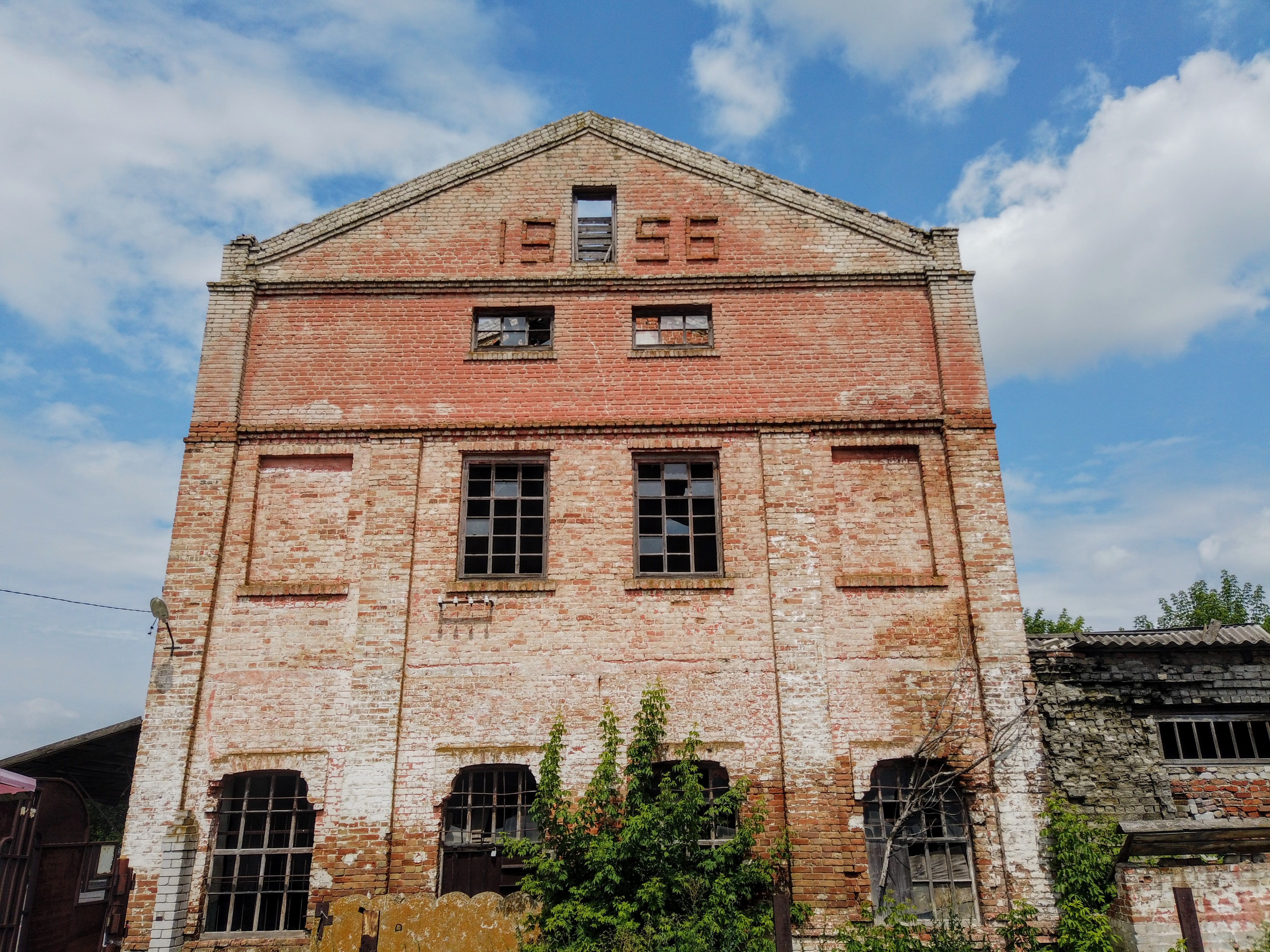
Паровий млин в селі Юр'ївка

Паровий млин (Юр'ївка) — об'єкт промислової архітектури, розміщена в селищі Юр'ївка Дніпропетровської області. Від 1996 року входить до Списку пам'яток архітектури та містобудування місцевого значення Дніпропетровської області.

## Історія млина
Паровий млин у селищі Юр'ївка Дніпропетровської області був побудований на початку XX ст. Млин був одним зі значущих об'єктів у населеному пункті. Після Жовтневої революції та колективізації паровий млин перейшов у власність колгоспу. В роки гітлерівської окупації споруда постраждала і була відновлена в 1956 році. Борошно вироблялося більш дрібного помелу, ніж на водяних і вітряних спорудах. Млин переробляв пшеницю  на якісне борошно. Певний час млин працював як олійниця. Після закриття колгоспу обладнання демонтовано, металеве покриття зірвано. Шибки частково вибиті.

## Опис споруди
Двоповерхова будівля з червоної цегли розташована на Центральній вулиці на трасі Павлоград-Лозова. Будівля з чотирма дерев'яними дверима і шестикутними вікнами в обрамленні цегляних наличників має статус пам'ятки архітектури.   

## Сучасність
Наразі пам'ятка в аварійному стані, будинку загрожує демонтаж.  